# Вонґродно (Пясечинський повіт)
Вонґродно (пол. Wągrodno) — село в Польщі, у гміні Пражмув Пясечинського повіту Мазовецького воєводства.
Населення — 264 особи (2011).
У 1975-1998 роках село належало до Варшавського воєводства.

## Демографія
Демографічна структура станом на 31 березня 2011 року:
|          | Загалом | Допрацездатний вік | Працездатний вік | Постпрацездатний вік |
| -------- | ------- | ------------------ | ---------------- | -------------------- |
| Чоловіки | 127     | 27                 | 85               | 15                   |
| Жінки    | 137     | 31                 | 88               | 18                   |
| Разом    | 264     | 58                 | 173              | 33                   |